# 西街清真寺 (循化)
西街清真寺，位于中国青海省循化县积石镇西街村，为青海省市县级文物保护单位，公布日期为1998年10月12日，类型为古建筑。
西街清真寺的历史年代为明。